# Réserve communautaire du Lac Télé
La Réserve communautaire du lac Télé (RCLT) est une réserve naturelle située en république du Congo. Elle est située dans la deuxième plus grande zone humide au monde, au cœur des tourbières du Bassin du Congo. Réserve importante en terme de biodiversité, elle a la particularité d'être gérée conjointement par le gouvernement congolais et les communautés locales, avec un appui financier de la Wildlife Conservation Society.

## Historique
Dès 1989, l'Union internationale pour la conservation de la nature propose la création d'une aire protégée autour de la rivière Likouala-aux-Herbes, du fait de l'importance des milieux environnants pour la biodiversité dans le Bassin du Congo, puis en 1998 le site Lac Télé/Likouala-aux-Herbes est désigné site Ramsar,. En 1995, les chefs de village et les notables des communautés qui vivent aux abords de la Likouala-aux-Herbes sont consultés afin de proposer une délimitation et un plan de zonage de la future réserve,. La Réserve Communautaire du Lac Télé est officiellement créée par décret le 10 mai 2001. En 2002, la Wildlife Conservation Society (WCS) produit une étude de faisabilité afin de rendre compte des données environnementales et socio-économiques de la zone, ce qui conduit en 2008 à l'élaboration du Protocole d'Accord sur l'Appui à la gestion de la Réserve communautaire du lac Télé entre la WCS et le gouvernement de la république du Congo. À partir de ce moment, la WCS s'investit fortement dans la Réserve communautaire du lac Télé et, en collaboration avec le ministère de l'Économie forestière, met en place un comité local de gestion.

## Administration et aspects sociaux-économiques

### Gestion
En 2023, la Réserve communautaire est gérée par 66 agents, dont 61 contractuels qui sont originaires du département pour 90 % d'entre eux et nés dans la Réserve pour 75 %. En 2025, environ 20 000 personnes, réparties dans 27 villages, habitent dans la réserve. Elles vivent des ressources naturelles et notamment de la pêche et de la chasse,,. Les habitants appartiennent principalement à deux groupes ethniques, les Bomitabas et les Bambombas.
La Réserve communautaire du lac Télé est officiellement gérée par un conservateur, nommé par le ministère de l'Économie forestière, et par un comité de gestion, avec un appui technique et financier de la Wildlife Conservation Society,. Dans le décret d'origine, seul le conservateur dispose d'un pouvoir de décision, une organisation qui ne permet pas d'inclure suffisamment les habitants de la Réserve. Différents niveaux de gouvernance ont été mis en place depuis pour prendre en compte les préoccupations des habitants.
Le Comité local de gestion est le premier échelon dans la gestion de la réserve. Ses représentants sont élus par les membres des Comités de gestion des ressources naturelles de chaque village et ils ont comme rôle de représenter les populations locales, de les informer et de les éduquer sur la gestion de la Réserve. Au deuxième niveau se trouvent les Ndami, des notables représentants de l'autorité traditionnelle, qui jouent un rôle important dans la gestion des conflits et sont élus selon les règles socio-culturelles locales,. Le dernier niveau de gouvernance est l'Équipe du volet développement communautaire de la Réserve, qui comprend des agents de la WCS travaillant avec les Ndami et le Comité local de gestion. Elle assure la gestion collégiale de la Réserve, la bonne compréhension des missions de chaque groupe et la validation par des partenaires politiques.

### Aspects socio-économiques
La Réserve communautaire du lac Télé porte un volet socio-économique important. Différents projets y sont menés afin de permettre le développement des habitants, tout en s'intégrant à des pratiques culturelles locales : plantation de cacaoyères, introduction de boutures de manioc améliorées, apiculture ou encore construction de fours pour le fumage du poisson, la pêche étant l'une des activités économiques principales. Ces projets visent à la fois un développement économique et social, en cherchant à diversifier les sources de revenus et les apports alimentaires de habitants,. 
Néanmoins, une enquête parue en 2015 montre « des avis contrastés et défaitistes de la gestion de la réserve » chez la population locale, avec une gestion participative qui se borne à de la sensibilisation et ne permet pas réellement un bon partage du pouvoir décisionnaire. Les auteurs de l'enquête préconisent d'inclure les Ndami, les chefs traditionnels, pour renforcer la participation de la population à la gestion de la Réserve. D'après un état des lieux en 2020, les Ndami font désormais partie intégrante de la gestion de la Réserve, de manière non-officielle, mais une modification à venir du décret d'origine doit inscrire ceux-ci et les communautés locales comme co-gestionnaires. La Réserve a conclu un partenariat avec l'association de l'Amour Vivant (ASLAV), qui facilite l'accès aux soins à travers la Réserve grâce à des cliniques mobiles. Selon cette association, des enquêtes sur les besoins de base des habitants, menées en 2015, 2017 et 2021, montrent un indice de bien-être en hausse.
La Réserve allie ce développement socio-économique et la protection de l'environnement, en sensibilisant les communautés à la préservation des ressources naturelles. En 2017, une « Mini-charte de la pêche et de l'aquaculture durable en zone humide de la RCLT » est ratifiée par les représentants des villages et bannit notamment les feux de brousse sur les berges. Cette implication des communautés locales dans la gestion de la Réserve est bénéfique à la protection des tourbières, par exemple en attribuant des concessions de foresterie communautaire qui permettent une exploitation durable. Selon un rapport rédigé par le Centre de recherche forestière internationale concernant la protection des tourbières d'Afrique centrale, qui cite la Réserve communautaire en exemple, « la création de tout type d’aire protégée devra tenir compte des populations locales, en les intégrant au processus comme principales parties prenantes et en respectant leurs droits coutumiers ».

## Géographie

### Situation
La Réserve communautaire du lac Télé est située dans le bassin du Congo, à cheval sur les districts d'Épéna et de Bouanela, dans le département de la Likouala au nord-est de la république du Congo. Elle est située entre les rivières Sangha et Oubangui et à proximité du lac Tumba,. Au cœur de la réserve se situe le lac Télé, un lac quasi-circulaire dont l'origine et le système hydrologique sont mal connus. Son eau hautement concentrée en carbone organique est noire, très acide et peu minéralisée, comme les rivières de la Réserve. Il est traditionnellement exploité pour la pêche. La Réserve joue aussi un rôle important dans la régulation hydrologique de la région car elle alimente des rivières majeures pour des métropoles alentour, comme Kinshasa.

### Milieux
Étendue sur 4 389 km2, elle est composée de paysages variés, en majorité des zones humides — savane inondables, forêts inondables et forêts marécageuses — ainsi que de zones de terre ferme,. Elle fait partie de la plus grande forêt alluviale, du plus grand site Ramsar et de la deuxième plus grande zone humide au monde. Un îlot de terre ferme en son cœur abrite des gorilles,,. Les forêts inondées ou marécageuses, où les sols sont constamment couverts d'eau, recouvrent la moitié de la superficie de la Réserve. Les essences principales y sont Mitragyna stipulosa et les Raphias. En périphérie de la Réserve se trouvent des forêts inondables qui comptent pour 24% de la superficie et sont peuplées d'azobés et de Daniellia pynaertii. Les forêts de terre ferme, environ 9% de sa superficie, sont dominées par des Méliacées, des Commelinacées et des Acanthacées, tandis que les forêts secondaires et les jachères sont peuplées d'azobés, de Parinari congensis et de Gilbertiodendron dewevrei,. Les savanes inondables recouvrent quant à elles 17 % de la Réserve. Elles sont principalement situées le long de la Likouala-aux-Herbes, dont le niveau peut s'élever de 4 mètres pendant la saison des pluies, recouvrant alors totalement la savane.
La Réserve communautaire du lac Télé s'inscrit dans la vaste étendue de tourbières d'Afrique centrale. La Cuvette congolaise comprend à elle seule près de 145 500 km2 de tourbières, soit la plus grande étendue de tourbières tropicales au monde. Elles pourraient stocker environ 30 gigatonnes de carbone, ce qui est comparable à 15 ans d'émissions de carbone par l'économie américaine,. La dégradation de ces tourbières par le drainage, l'exploitation forestière, l'agriculture ou la recherche d'hydrocarbures entraîne un réchauffement climatique global et régional. La Réserve communautaire du lac Télé est l'une des plus importantes aires protégées de la région, avec le Parc national de Ntokou-Pikounda et la Réserve de la Ngiri.

### Climat
Le climat de la Réserve est équatorial, avec des précipitations annuelles entre 1 377 et 2 000 mm. La saison sèche, ou saison de basses eaux, dure quatre mois et alterne avec la saison des pluies, ou saison de hautes eaux, qui dure huit mois. La température moyenne est de 25,6 °C, avec une moyenne minimale à 20 °C et une moyenne maximale à 31,3 °C. L'humidité relative moyenne varie entre 83 % et 87 %. Du fait du relief faible, les eaux de pluie sont évacuées très lentement et les zones forestières restent submergées une grande partie de l'année. Au plus fort de la saison des pluies, 90 % de la Réserve peut se retrouver submergée, avec des inondations qui atteignent 1 mètre de hauteur. La Réserve est régie par le cycle de l'eau et par les incendies, qui parcourent la savane autour de la Likouala-aux-Herbes en saison sèche.

## Faune
La Réserve communautaire du lac Télé abrite une biodiversité très riche, dont des grandes mammifères, 10 espèces de singes diurnes, 379 espèces d'oiseaux et plus de 60 espèces de poissons d'eau douce,. Un inventaire des poissons de la Likouala-aux-Herbes a été établi en 2005 et un inventaire herpétologique en 2006. D'autres études sont menées à long terme, comme le comptage annuel des oiseaux d'eau depuis 1997 et l'inventaire des grands mammifères, mené tous les cinq ans depuis 2006. Les populations d'animaux sauvages sont globalement stables,. Une étude menée en 2024 a permis de décrire des espèces encore inconnue autour du lac Télé.
La Réserve abrite l'une des plus hautes densités au monde de Gorilles de l'Ouest (Gorilla gorilla),. En 2006, une population de 6 000 gorilles a été découvertes dans une zone de forêt inondable au sud-est de la Réserve. Elle abrite aussi des populations de grands mammifères, comme des Éléphants de forêt (Loxodonta cyclotis) dont le nombre est en augmentation, ainsi qu'une avifaune importante. La Réserve est une zone importante pour la conservation des oiseaux, avec des espèces comme l'Anhinga d'Afrique (Anhinga rufa) et le Héron pourpré (Ardea purpurea). La Réserve abrite plus 1 % de la population mondiale de ces deux espèces.

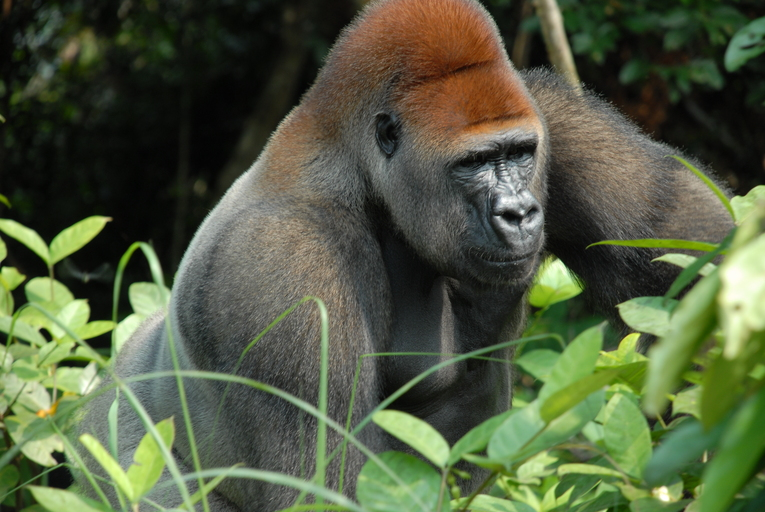
Un Gorille des plaines de l'ouest photographié au nord du Congo.
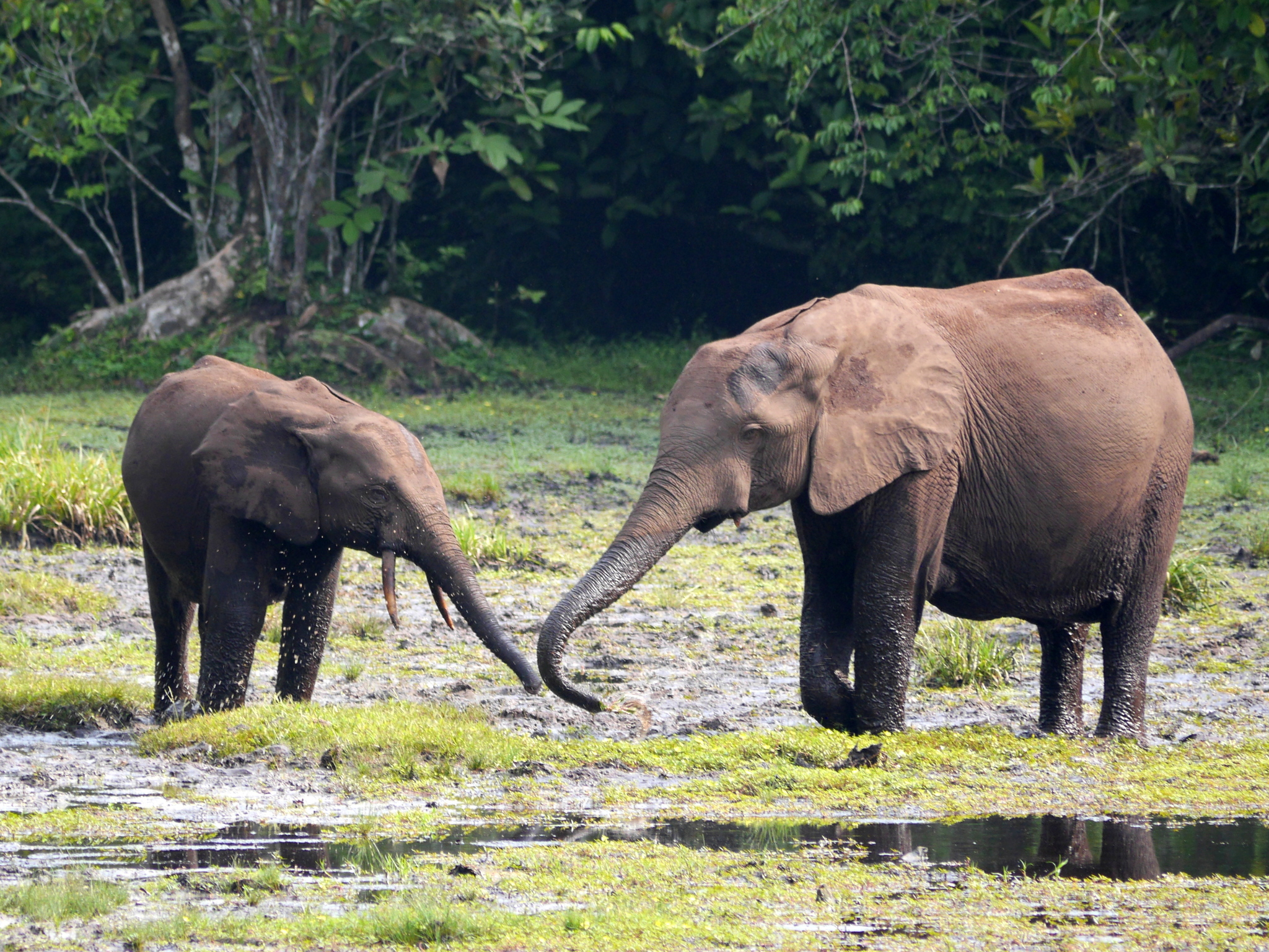
Des Éléphants de forêt d'Afrique photographiés au nord-ouest du Congo.
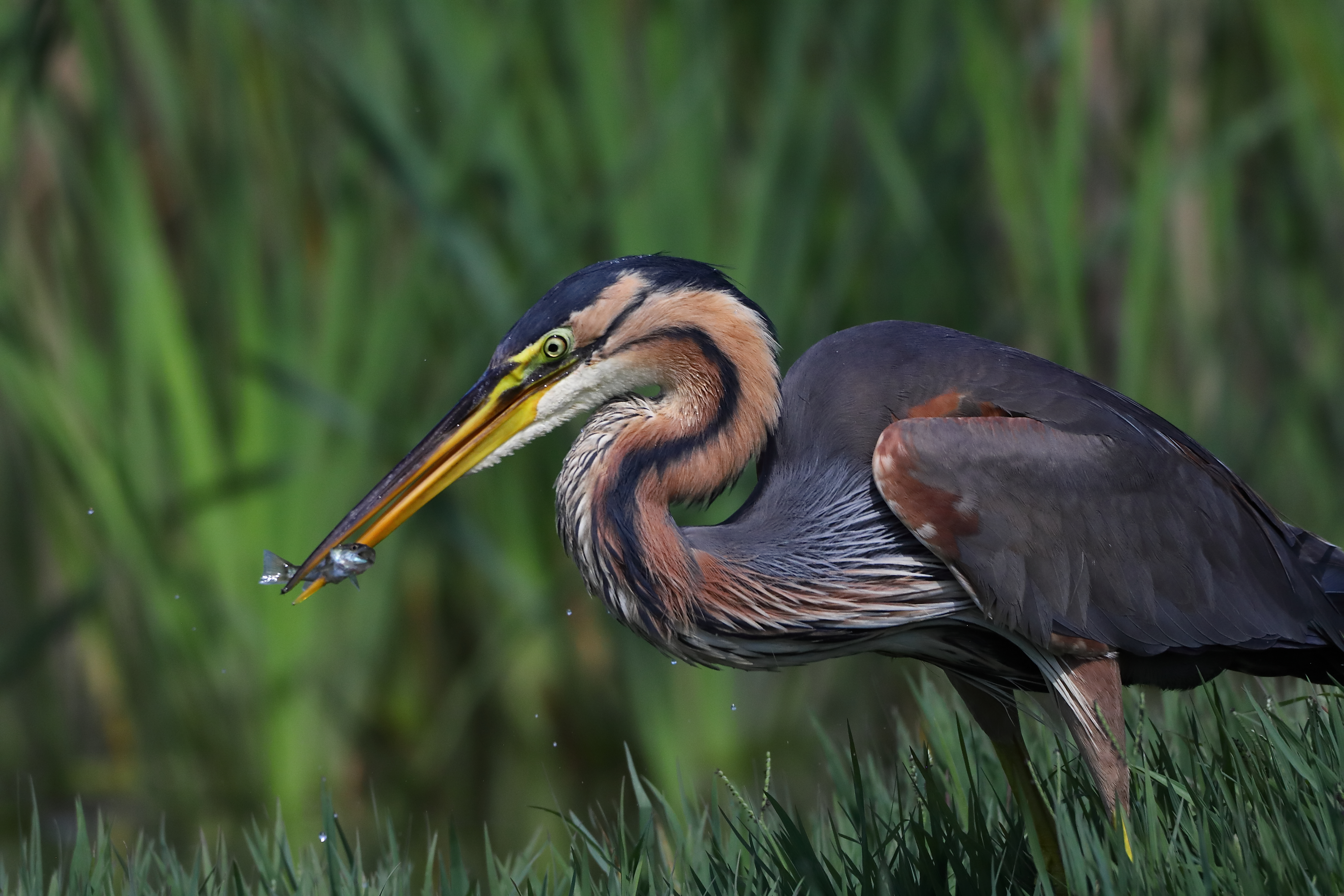
Un Héron pourpré.
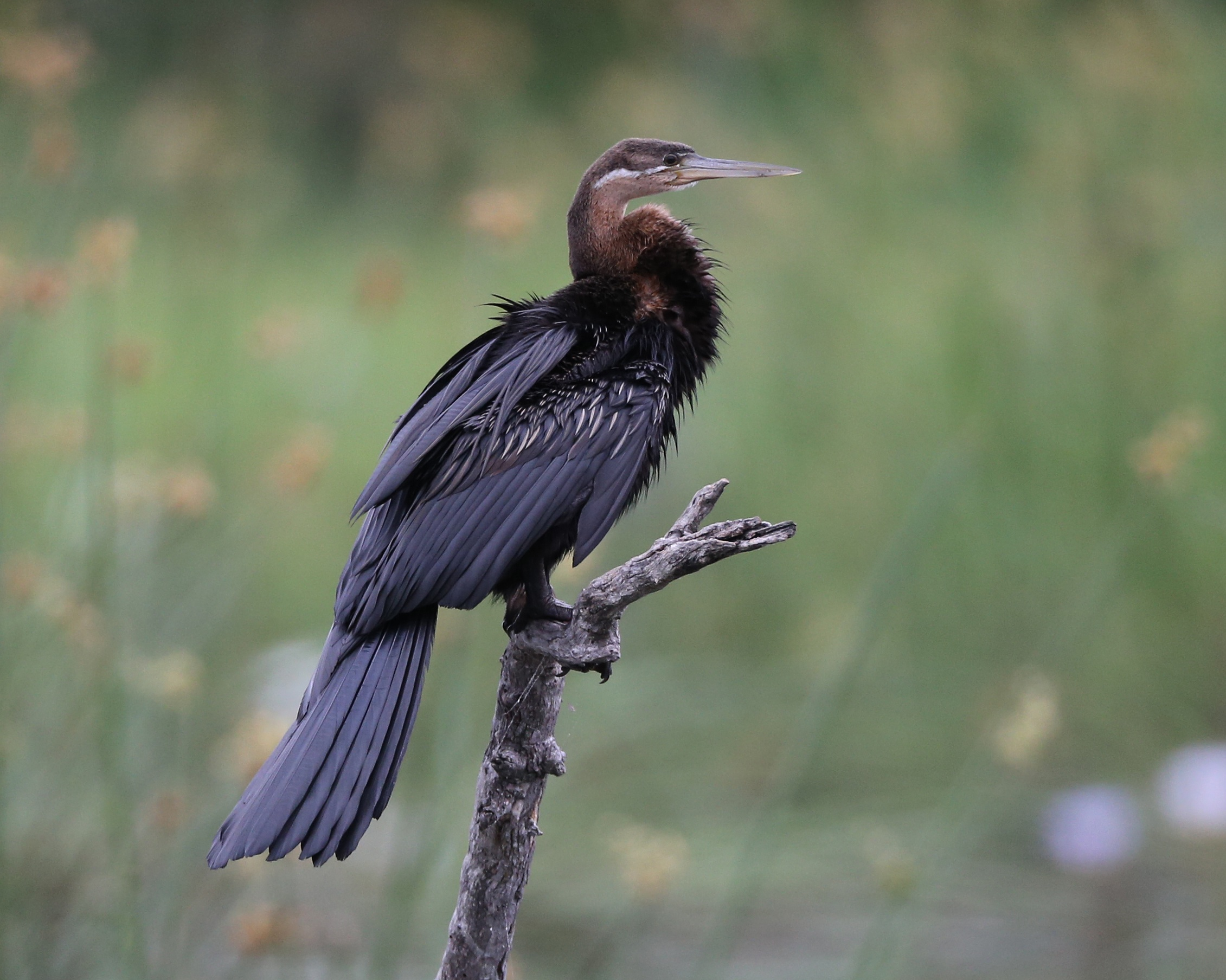
Un Anhinga d'Afrique.

## Menaces

### Braconnage
Le braconnage est l'une des principales menaces qui pèsent sur la Réserve communautaire du lac Télé. Les éléphants sont visés pour leur ivoire, mais d'autres mammifères sont aussi chassés pour la vente de viande de brousse, dans la Réserve et au-delà, notamment en ville. Les efforts menés par les équipes de lutte contre le braconnage permettent de saisir environ 600 kg de viande de brousse par an et de détruire de nombreux pièges. Certaines oiseaux, comme le Perroquet jaco (Psittacus erithacus) et le Pygargue vocifer (Icthyophaga vocifer), sont victimes du trafic d'espèces vivantes. Le Gorille de l'Ouest est l'une des espèces les plus menacées de la Réserve. La chasse traditionnelle au Crocodile nain (Osteolaemus tetraspis) est autorisée pour une consommation locale, mais son commerce hors de la Réserve est interdit. Une enquête conduite en 2022 a permis d'estimer que 31 tonnes de Crocodiles nains ont été prélevées durant les 3 mois qu'a duré l'enquête et on estime que 5 000 Crocodiles sont transportés illégalement hors de la Réserve chaque année. 
Des actions de sensibilisation sont mises en place afin de prévenir la population des mesures de protection et éviter le braconnage. Des actions de surveillance des activités illégales sont aussi menées. Des écogardes, qui représentent 30 % des agents de la Réserve, sont déployés en patrouilles mobiles qui sillonnent la Réserve et surveillent des points clés, comme des barrages routiers sur l'axe principal sortant de la Réserve. Ils suivent une formation poussée qui traite du déploiement sur le terrain, le respect des droits des individus, les premiers soins ou les techniques d'enquête. Cette formation est harmonisée avec les écogardes du Parc national de Nouabalé-Ndoki. Ils sont soutenus par d'autres équipes qui se concentrent sur l'analyse et l'information, ainsi que des juristes.

### Déforestation et changement climatique
La déforestation, bien que minime, est une menace pour la Réserve. Concentrée dans les zones de terre ferme, elle est pour le moment restreinte mais pourrait s'intensifier à mesure que des routes sont construites dans la Réserve, attirant plus de gens dans la région. Le changement climatique augmente le risque d'incendies à cause de la sécheresse. En 2024, les incendies habituels des zones de savanes se sont propagés anormalement sur plusieurs centaines de mètres à l'intérieur des forêts inondables. En cas de sécheresses répétées, ces zones forestières pourraient subir des incendies importants, entretenus par la tourbe asséchée qui constitue un puissant combustible.